# Armin Ziegltrum
Armin Ziegltrum (* 5. Juni 1961) ist ein deutscher Orgelbauer, er führte von 1990 bis 2010 einen eigenen Orgelbaubetrieb in Mallersdorf-Pfaffenberg.

## Leben
Ziegltrum lernte das Orgelbauhandwerk von 1979 bis 1983 bei Ekkehard Simon und arbeitete in den darauffolgenden Jahren bei Orgelbau Jann in Allkofen. Im Jahr 1990 machte er sich in Mallersdorf-Pfaffenberg mit einem eigenen Orgelbaubetrieb selbstständig, den er bis 2010 führte.

## Werkliste (Auszug)
| Jahr | Ort                   | Gebäude                         | Bild | Manuale | Register | Bemerkungen                                                                                         |
| ---- | --------------------- | ------------------------------- | ---- | ------- | -------- | --------------------------------------------------------------------------------------------------- |
| 1998 | Radlkofen (Gangkofen) | St. Margaretha                  |      | I/P     | 8        | → Orgel                                                                                             |
| 2000 | Roding                | Christuskirche                  |      | II/P    | 14       | → Orgel                                                                                             |
| 2001 | Duchtlingen           | St. Gallus                      |      |         |          | |
| 2003 | Gaindorf              | St. Peter                       |      | II/P    | 13       | → Orgel                                                                                             |
| 2004 | Frauenberg (Brunn)    | Mariä Geburt                    |      | II/P    | 23       | → Orgel                                                                                             |
| 2004 | Frauenzell            | Klosterkirche Mariä Himmelfahrt |      | II/P    | 23       | Im historischen Gehäuse von Johann Konrad Brandenstein (1752)                                       |
| 2005 | Eching                | Neu St. Andreas                 |      | II/P    | 35       | Größte Orgel der Firma; die Disposition orientiert sich an deutsch-romantischen Vorbildern. → Orgel |
| 2007 | Vilsbiburg            | Maria Hilf                      |      | II/P    | 23       | |
| 2008 | Regensburg            | HfKM (Raum 2.02)                |      | II/P    | 12       | → Orgel                                                                                             |